# Bulhon
Bulhon é uma comuna francesa na região administrativa de Auvérnia-Ródano-Alpes, no departamento Puy-de-Dôme. Estende-se por uma área de 12,52 km². Em 2010 a comuna tinha 540 habitantes (densidade: 43,1 hab./km²).